# Avenue E Trailer Park
Avenue E Trailer Park es un área no incorporada ubicada en el condado de Los Ángeles en el estado estadounidense de California.

## Geografía
Avenue E Trailer Park se encuentra ubicada en las coordenadas 34°45′48″N 118°8′41″O / 34.76333, -118.14472.